# Kazachstan op de Olympische Zomerspelen 2004
Kazachstan nam deel aan de Olympische Zomerspelen 2004 in Athene, Griekenland. Het was de derde deelname. Tijdens de vorige twee edities werd drie keer goud en vier keer zilver gewonnen. Ten opzichte daarvan werden nu drie gouden medailles ingeleverd.

## Medailleoverzicht
| Sport         | Olympiër             | Discipline                | Medaille |
| ------------- | -------------------- | ------------------------- | -------- |
| Boksen        | Bachtijar Artajev    | -69kg (m)                 | Goud     |
| Boksen        | Gennadi Golovkin     | -75kg (m)                 | Zilver   |
| Gewichtheffen | Sergej Filimonov     | -77kg (m)                 | Zilver   |
| Worstelen     | Georgi Tsoertsoemija | -120kg Grieks-Romeins (m) | Zilver   |
| Worstelen     | Gennadi Lalijev      | -74kg vrije stijl (m)     | Zilver   |
| Atletiek      | Dmitriy Karpov       | tienkamp (m)              | Brons    |
| Boksen        | Serik Jeleujov       | -60kg (m)                 | Brons    |
| Worstelen     | Mchitar Manoekjan    | -66kg Grieks-Romeins (m)  | Brons    |

## Deelnemers en resultaten per onderdeel

### Atletiek
| Olympiër                     | Discipline               | Resultaat | Prestatie                                                  |
| ---------------------------- | ------------------------ | --------- | ---------------------------------------------------------- |
| Gennadiy Chernovol           | 100m (m)                 | 37e       | serie 9: 3de in 10,43 kwartfinale 2: 7de in 10,42          |
| Mihail Kolganov              | 800m (m)                 | 39e       | serie 4: 6de in 1.47,36                                    |
| Yevgeniy Meleshenko          | 400m horden (m)          | 20e       | serie 1: 5de in 49,43 halve finale 3: 8ste in 49,48        |
| Valeriy Borisov              | 20km snelwandelen (m)    | 27e       | 1:27.39                                                    |
| Sergey Korepanov             | 50km snelwandelen (m)    | 20e       | 3:59.33                                                    |
| Rustam Kuvatov               | 50km snelwandelen (m)    | 37e       | 4:13.40                                                    |
| Roman Valiyev                | hink-stap-springen (m)   | DNF       | kwalificatie groep A: geen geldige poging                  |
| Grigori Jegorov              | polsstokhoogspringen (m) | DNF       | kwalificatie groep A: geen geldige poging                  |
| Dmitriy Karpov               | tienkamp (m)             | Brons     | 8725 punten                                                |
|                              |                          |           |                                                            |
| Viktoriya Koviyreva          | 100m (v)                 | 41e       | serie 8: 5de in 11,62                                      |
| Svetlana Bodritskaya         | 400m (v)                 | 34e       | serie 4: 6de in 53,35                                      |
| Tatyana Roslanova            | 800m (v)                 | 35e       | serie 3: 6de in 2.06,39                                    |
| Natalya Torshina Alimzhanova | 400m horden (v)          | 12e       | serie 2: 3de in 55,22 halve finale 1: 5de in 55,08         |
| Yelena Kuznetsova            | 20km snelwandelen (v)    | 50e       | 1:49.08                                                    |
| Svetlana Tolstaya            | 20km snelwandelen (v)    | 28e       | 1:34.43                                                    |
| Yelena Kashcheyeva           | verspringen (v)          | 11e       | kwalificatie groep A: 7de met 6,57m finale: 11de met 6,53m |
| Tatyana Bocharova            | hink-stap-springen (v)   | 25e       | kwalificatie groep A: 15de met 13,81m                      |
| Marina Aitova                | hoogspringen (v)         | 31e       | kwalificatie groep A: 15de met 1,85m                       |
| Iolanta Ulyeva               | kogelstoten (v)          | 35e       | kwalificatie groep A: 18de met 14,88m                      |
| Svetlana Kazanina            | zevenkamp (v)            | DNF       | niet gefinisht                                             |
| Irina Naumenko               | zevenkamp (v)            | 22e       | 6000 punten                                                |

### Boksen
| Olympiër               | Discipline | Resultaat | Prestatie |
| ---------------------- | ---------- | --------- | --- |
| Mirzhan Rakhimzhanov   | -51kg (m)  | 9e        | 1ste ronde: W van PUR Serrano: 42-23 2de ronde: V van RUS Balakshin: 20-29 |
| Galib Jafarov          | -57kg (m)  | 5e        | 1ste ronde: W van UGA Mayanja: scheidsrechterlijke beslissing 2de ronde: W van UZB Khidirov: 40-22 kwartfinale: V van RUS Tichtchenko: 26-36                                                                           |
| Serik Yeleuov          | -60kg (m)  | Brons     | 1ste ronde: vrij 2de ronde: W van DOM Diaz: 20-16 kwartfinale: W van ITA Valentino: 29-23 halve finale: V van GBR Khan: 40-26                                                                                          |
| Nurzhan Karimzhanov    | -64kg (m)  | 5e        | 1ste ronde: W van MEX Ramirez: 48-31 2de ronde: W van MAR Nafil: 33-13 kwartfinale: V van BUL Georgiev: 18-20 |
| Bakhtiyar Artayev      | -69kg (m)  | Goud      | 1ste ronde: W van CMR Tankeu: walk-over 2de ronde: W van TKM Bashirov: 33-23 kwartfinale: W van UKR Polyakov: scheidsrechterlijke beslissing halve finale: W van RUS Saitov: 20-18 finale: W van CUB Armenteros: 36-26 |
| Gennadiy Golovkin      | -75kg (m)  | Zilver    | 1ste ronde: vrij 2de ronde: W van PAK Ali: 31-10 kwartfinale: W van EGY Yasser: 31-20 halve finale: W van USA Dirrell: 23-18 finale: V van RUS Gaidarbekov: 18-28                                                      |
| Shumenov Beibut        | -81kg (m)  | 9e        | 1ste ronde: W van POL Kuziemski: 34-22 2de ronde: V van TUR Tarhan: 19-27 |
| Mukhtarkhan Dildabekov | +91kg (m)  | 9e        | 1ste ronde: W van GER Köber: 28-18 kwartfinale: V van RUS Povetkin: 15-31 |

### Boogschieten
| Olympiër                | Discipline      | Resultaat | Prestatie |
| ----------------------- | --------------- | --------- | --- |
| Stanislav Zabrodskiy    | individueel (m) | 18e       | plaatsingsronde: 29ste met 651 punten 1ste ronde: W van NED Custers: 145-141 2de ronde: V van KOR Park: 164-164 (19-20) |
|                         |                 |           | |
| Viktoriya Beloslydtseva | individueel (v) | 23e       | plaatsingsronde: 26ste met 629 punten 1ste ronde: W van AUS Bridger: 150-145 2de ronde: V van POL Mospinek: 155-163     |
| Olga Pilipova           | individueel (v) | 57e       | plaatsingsronde: 48ste met 616 punten 1ste ronde: V van GBR Folkard: 128-139                                            |

### Gewichtheffen
| Olympiër         | Discipline | Resultaat | Prestatie                                                       |
| ---------------- | ---------- | --------- | --------------------------------------------------------------- |
| Sergey Filimonov | -77kg (m)  | Zilver    | trekken: 1ste met 172,5kg stoten: 2de met 200kg totaal: 372,5kg |
| Bakhyt Akhmetov  | -94kg (m)  | 7e        | trekken: 4de met 180kg stoten: 8ste met 210kg totaal: 390kg     |
|                  |            |           |                                                                 |
| Tatyana Khromova | -75kg (v)  | 6e        | trekken: 5de met 117,5kg stoten: 8ste met 135kg totaal: 252,5kg |

### Gymnastiek
| Olympiër          | Discipline               | Resultaat | Prestatie                                                          |
| Ritmisch          | Ritmisch                 | Ritmisch  | Ritmisch                                                           |
| ----------------- | ------------------------ | --------- | ------------------------------------------------------------------ |
| Aliya Yussupova   | individueel (v)          | 4e        | kwalificatie: 5de met 101,50 punten finale: 4de met 103,975 punten |
| Turnen            |                          |           |                                                                    |
| Yernar Yerimbetov | brug (m)                 | 8e        | kwalificatie: 8ste met 9,725 punten finale: 8ste met 9,737 punten  |
| Yernar Yerimbetov | individuele meerkamp (m) | 14e       | kwalificatie: 5de met 57,424 punten finale: 14de met 56,398 punten |

### Judo
| Olympiër              | Discipline | Resultaat | Prestatie |
| --------------------- | ---------- | --------- | --- |
| Bazarbek Donbay       | -60kg (m)  | 13e       | 1ste ronde: vrij 2de ronde: W van ALG Rebahi: ippon 3de ronde: V van GEO Khergiani: yuko herkansingen: V van ESP Uematsu: waza-ari                                                  |
| Muratbek Kipshakbayev | -66kg (m)  | 9e        | 1ste ronde: W van DOM Jacinto: waza-ari 2de ronde: W van SCG Mijalković: koka kwartfinale: V van BUL Georgiev: waza-ari herkansingen: V van GEO Margoshvili: yuko                   |
| Sagdat Sadykov        | -73kg (m)  | 33e       | 1ste ronde: V van USA Pedro: ippon |
| Askhat Zhitkeyev      | -100kg (m) | 7e        | 1ste ronde: vrij 2de ronde: V van BLR Makarau: ippon herkansingen: W van FIN Peltola: waza-ari herkansingen 2: W van GEO Jikurauli: ippon herkansingen 3: V van AZE Miraliyev: yuko |
| Yeldos Ikhsangaliyev  | +100kg (m) | 17e       | 1ste ronde: vrij 2de ronde: W van IRQ Lazame: ippon 3de ronde: V van NED van der Geest: ippon                                                                                       |
|                       |            |           | |
| Tatyana Shishkina     | -48kg (v)  | 9e        | 1ste ronde: W van COL Orozco: yuko 2de ronde: V van ROU Dumitru: ippon herkansingen: V van POL Żemła-Krajewska: ippon                                                               |
| Sholpan Kaliyeva      | -52kg (v)  | 17e       | 1ste ronde: vrij 2de ronde: V van BEL Heylen: ippon |
| Varvara Massyagina    | -78kg (v)  | 21e       | 1ste ronde: V van USA Kubes: ippon |

### Kanovaren
| Olympiër                           | Discipline    | Resultaat | Prestatie                                                |
| ---------------------------------- | ------------- | --------- | -------------------------------------------------------- |
| Kaissar Nurmaganbetov              | C-1 500m (m)  | 14e       | serie 2: 6de in 1.55,636 halve finale 1: 5de in 1.53,333 |
| Kaissar Nurmaganbetov              | C-1 1000m (m) | 12e       | serie 3: 5de in 4.00,486 halve finale 2: 5de in 3.57,804 |
|                                    |               |           |                                                          |
| Natalya Sergeyeva                  | K-1 500m (v)  | DSQ       | serie 1: gediskwalificeerd                               |
| Natalya Sergeyeva Ellina Uzhakhova | K-2 500m (v)  | 12e       | serie 1: 8ste in 1.46,710 halve finale: 6de in 1.46,214  |

### Moderne vijfkamp
| Olympiër           | Discipline | Resultaat | Prestatie   |
| ------------------ | ---------- | --------- | ----------- |
| Lada Jiyenbalanova | vrouwen    | 14e       | 5076 punten |
| Lyudmila Shumilova | vrouwen    | 30e       | 4640 punten |

### Schietsport
| Olympiër            | Discipline                 | Resultaat | Prestatie                                                                         |
| ------------------- | -------------------------- | --------- | --------------------------------------------------------------------------------- |
| Vladimir Issachenko | 50m pistool (m)            | 6e        | kwalificatie: 7de met 561 punten (96-92-93-92-95-93) finale: 6de met 654,5 punten |
| Vladimir Issachenko | 10m luchtpistool (m)       | 23e       | kwalificatie: 23ste met 576 punten (93-98-98-96-97-94)                            |
| Andrey Gurov        | 10m bewegend doel (m)      | 16e       | kwalificatie: 16de met 56 punten (283-279)                                        |
|                     |                            |           |                                                                                   |
| Olga Dovgun         | 10m luchtgeweer (v)        | 12e       | kwalificatie: 12de met 395 punten (100-98-100-97)                                 |
| Olga Dovgun         | 50m geweer 3 houdingen (v) | 4e        | kwalificatie: 1ste met 588 punten (200-193-195) finale: 4de met 684,9 punten      |
| Galina Belyayeva    | 25m pistool (v)            | 13e       | kwalificatie: 13de met 577 punten (292-285)                                       |
| Galina Belyayeva    | 10m luchtpistool (v)       | 33e       | kwalificatie: 33ste met 373 punten (96-91-93-93)                                  |

### Synchroonzwemmen
| Olympiër                     | Discipline | Resultaat | Prestatie                            |
| ---------------------------- | ---------- | --------- | ------------------------------------ |
| Aliya Karimova Arna Toktagan | duet       | 18e       | kwalificatie: 18de met 84,917 punten |

### Taekwondo
| Olympiër            | Discipline | Resultaat | Prestatie                                                                                              |
| ------------------- | ---------- | --------- | --- |
| Adilkhan Sagindykov | +80kg (m)  | 5e        | voorronde: V van KOR Moon: 2-7 herkansingen: W van ESP García: 5-5 herkansingen 2: V van JOR Aqil: 2-2 |

### Triatlon
| Olympiër           | Discipline | Resultaat | Prestatie  |
| ------------------ | ---------- | --------- | ---------- |
| Dmitriy Gaag       | mannen     | 25e       | 1:56.28,97 |
| Daniil Sapunov     | mannen     | 17e       | 1:54.33,15 |
|                    |            |           |            |
| Ekaterina Shatnaya | vrouwen    | 41e       | 2:19.26,75 |

### Waterpolo

#### Mannen
| Olympiër | Discipline | Resultaat | Prestatie |
| --- | ---------- | --------- | --- |
| Daniyar Abulgazin Sergey Drozdov Alexandr Elke Alexandr Gaidukov Sergey Gorovoy Alexandr Polukhin Artemiy Sevostyanov Alexandr Shidlovskiy Alexandr Shvedov Yuriy Smolovyy Igor Zagoruiko Ivan Zaitsev Yevgeniy Zhilyayev | mannen     | 11e       | groep A: 6de V van Rusland: 2-5 V van Verenigde Staten: 6-9 V van Servië en Montenegro: 5-9 V van Hongarije: 4-14 V van Kroatië: 4-5 9-12de plek: V van Australië: 5-10 11-12de plek: W van Egypte: 15-7 |

| Groep A |                      |             |             |             |             |        |        |        |        |
| #       | Land                 | Wedstrijden | Wedstrijden | Wedstrijden | Wedstrijden | Punten | Punten | Punten | Punten |
| #       | Land                 | G           | W           | G           | V           | V      | T      | Saldo  | Punten |
| 1       | Hongarije            | 5           | 5           | 0           | 0           | 44     | 27     | +17    | 10     |
| 2       | Servië en Montenegro | 5           | 4           | 0           | 1           | 37     | 26     | +11    | 8      |
| 3       | Rusland              | 5           | 3           | 0           | 2           | 32     | 28     | +4     | 6      |
| 4       | Verenigde Staten     | 5           | 2           | 0           | 3           | 32     | 37     | -5     | 4      |
| 5       | Kroatië              | 5           | 1           | 0           | 4           | 35     | 41     | -6     | 2      |
| 6       | Kazachstan           | 5           | 0           | 0           | 5           | 21     | 42     | −21    | 0      |

| Ronde       | Datum  | Plaats               | Land | Score            | Land |
| ----------- | ------ | -------------------- | ---- | ---------------- | ---- |
| Groepsfase  |        |                      |      |                  |      |
| 15 augustus | Athene | Rusland              | 5-2  | Kazachstan       |      |
| 17 augustus | Athene | Kazachstan           | 6-9  | Verenigde Staten |      |
| 19 augustus | Athene | Servië en Montenegro | 9-5  | Kazachstan       |      |
| 21 augustus | Athene | Kazachstan           | 4-14 | Hongarije        |      |
| 23 augustus | Athene | Kroatië              | 5-4  | Kazachstan       |      |
| 9-12de plek |        |                      |      |                  |      |
| 25 augustus | Athene | Kazachstan           | 5-10 | Australië        |      |
| 9-11de plek |        |                      |      |                  |      |
| 27 augustus | Athene | Kazachstan           | 15-7 | Egypte           |      |

#### Vrouwen
| Olympiër | Discipline | Resultaat | Prestatie |
| --- | ---------- | --------- | --- |
| Yekaterina Gariyeva Marina Gritsenko Tatyana Gubina Natalya Ignatyeva Assel Jakayeva Svetlana Khapsalis Alyona Klimenko Svetlana Koroleva Natalya Krassilnikova Larissa Mikhailova Galina Rytova Irina Tolkunova Anna Zubkova | vrouwen    | 8e        | groep B: 4de V van Griekenland: 6-8 V van Australië: 4-9 V van Kazachstan: 6-8 7-8ste plek: V van Canada: 4-10 |

| Groep B |             |             |             |             |             |        |        |        |        |
| #       | Land        | Wedstrijden | Wedstrijden | Wedstrijden | Wedstrijden | Punten | Punten | Punten | Punten |
| #       | Land        | G           | W           | G           | V           | V      | T      | Saldo  | Punten |
| 1       | Australië   | 3           | 2           | 0           | 1           | 43     | 27     | +16    | 8      |
| 2       | Italië      | 3           | 2           | 1           | 0           | 40     | 28     | +12    | 7      |
| 3       | Griekenland | 3           | 1           | 1           | 1           | 35     | 31     | +4     | 6      |
| 4       | Kazachstan  | 3           | 0           | 0           | 3           | 39     | 24     | +15    | 6      |

| Ronde       | Datum  | Plaats      | Land | Score      | Land |
| ----------- | ------ | ----------- | ---- | ---------- | ---- |
| Groepsfase  |        |             |      |            |      |
| 16 augustus | Athene | Griekenland | 8-6  | Kazachstan |      |
| 18 augustus | Athene | Australië   | 9-4  | Kazachstan |      |
| 20 augustus | Athene | Italië      | 8-6  | Kazachstan |      |
| 7-8ste plek |        |             |      |            |      |
| 22 augustus | Athene | Kazachstan  | 4-10 | Canada     |      |

### Wielersport
| Olympiër                   | Discipline                    | Resultaat | Prestatie                      |
| Baan                       | Baan                          | Baan      | Baan                           |
| -------------------------- | ----------------------------- | --------- | ------------------------------ |
| Yuriy Yuda                 | individuele achtervolging (m) | 14e       | kwalificatie: 14de in 4.29,676 |
| Alexey Kolessov            | puntenkoers (m)               | 15e       | 22 punten                      |
| Ilya Chernyshov Yuriy Yuda | ploegkoers (m)                | 12e       | 2 punten                       |
| Weg                        |                               |           |                                |
| Andrej Kasjetsjkin         | tijdrit (m)                   | DNF       | niet gefinisht                 |
| Aleksandr Vinokoerov       | tijdrit (m)                   | 6e        | 58.58,14                       |
| Maksim Iglinski            | wegwedstrijd (m)              | DNF       | niet gefinisht                 |
| Andrej Kasjetsjkin         | wegwedstrijd (m)              | 70e       | 5:50.35                        |
| Andrey Mizourov            | wegwedstrijd (m)              | 73e       | 5:51.28                        |
| Aleksandr Vinokoerov       | wegwedstrijd (m)              | 35e       | 5:41.56                        |
| Sergey Yakovlev            | wegwedstrijd (m)              | 53e       | 5:48.48                        |

### Worstelen
| Olympiër             | Discipline  | Resultaat   | Prestatie |
| Vrije stijl          | Vrije stijl | Vrije stijl | Vrije stijl |
| -------------------- | ----------- | ----------- | --- |
| Baurzhan Orazgaliyev | -55kg (m)   | 9e          | groep 5: 3de V van UKR Zakharuk: 1-3 V van BLR Kantoyeu: 1-4 |
| Leonid Spiridonov    | -66kg (m)   | 4e          | groep 2: 1ste W van BUL Barzakov: 5-4 W van CAN MacDonald: 10-7 kwartfinale: W van JPN Ikematsu: 3-2 halve finale: V van UKR Tedeyev: 2-4 bronzen finale: V van RUS Murtazaliev: 1-2   |
| Gennadiy Laliyev     | -74kg (m)   | Zilver      | groep 3: 1ste W van ARM Gevorgyan: 5-0 W van GBR Ackerman: 11-0 kwartfinale: W van USA Williams: 3-2 halve finale: W van CUB Fundora: 5-4 finale: V van RUS Saitiev: 0-7               |
| Magomed Kurugliyev   | -84kg (m)   | 18e         | groep 2: 3de V van BLR Borchanka: 2-3 V van USA Sanderson: 2-4 |
| Islam Bairamukov     | -96kg (m)   | 10e         | groep 3: 2de V van AZE Aghayev: 2-7 W van NAM Jacobs: 7-1 |
| Marid Mutalimov      | -120kg (m)  | 4e          | groep 5: 1ste W van USA McCoy: 3-1 W van ITA Miano-Petta: 3-0 W van KGZ Mildzihov: 3-1 kwartfinale: vrij halve finale: V van IRI Rezaei: 1-4 bronzen finale: V van TUR Polatçı: 1-3    |
| Grieks-Romeins       |             |             | |
| Nurbakyt Tengizbayev | -55kg (m)   | 17e         | groep 5: 3de V van KOR Im: 4-4 V van ROU Sandu: 0-6 |
| Nurlan Koizhaiganov  | -60kg (m)   | 6e          | groep 5: 1ste W van GEO Chachua: 7-6 W van ITA Fucile: 7-0 kwartfinale: V van RUS Shevtsov: 1-3 5-6de plek: V van JPN Sasamoto: 0-4                                                    |
| Mkhitar Manukyan     | -66kg (m)   | Brons       | groep 6: 1ste W van USA Wood: 4-1 W van GRE Arkoudeas: 3-1 W van GER Zamanduridis: 3-1 kwartfinale: vrij halve finale: V van TUR Eroğlu: 3-5 bronzen finale: W van SWE Samuelsson: 8-1 |
| Danil Khalimov       | -74kg (m)   | 5e          | groep 4: 1ste W van ISR Manasherov: 8-0 W van ESP Recuero: 3-1 kwartfinale: V van SUI Bucher: 0-3 5-6de plek: W van CUB Azcuy: walk-over                                               |
| Asset Mambetov       | -96kg (m)   | 21e         | groep 7: 4de V van GRE Koutsioumpas: 0-3 V van EGY Gaber: 0-5 V van POL Sitnik: 0-3 |
| Georgiy Tsurtsumia   | -120kg (m)  | Zilver      | groep 5: 1ste W van GRE Koutsioumpas: 3-1 W van SWE Bengtsson: 5-0 V van GEO Giorgafze: 1-3 kwartfinale: vrij halve finale: W van USA Gardner: 4-1 finale: V van RUS Baroev: 2-4       |

### Zwemmen
| Olympiër             | Discipline           | Resultaat | Prestatie                                                                      |
| -------------------- | -------------------- | --------- | ------------------------------------------------------------------------------ |
| Oleg Shteynikov      | 50m vrije slag (m)   | 55e       | serie 5: 7de in 23,88                                                          |
| Vyacheslav Titarenko | 100m vrije slag (m)  | 51e       | serie 3: 6de in 52,09                                                          |
| Vitaliy Khan         | 200m vrije slag (m)  | 55e       | serie 2: 7de in 1.56,11                                                        |
| Stanislav Osinsky    | 100m rugslag (m)     | 41e       | serie 1: 5de in 59,92                                                          |
| Vladislav Polyakov   | 100m schoolslag (m)  | 5e        | serie 6: 3de in 1.01,16 halve finale 2: 5de in 1.01,36 finale: 5de in 1.01,34  |
| Vladislav Polyakov   | 200m schoolslag (m)  | 5e        | serie 5: 1ste in 2.12,96 halve finale 1: 3de in 2.12,19 finale: 5de in 2.11,76 |
| Rustam Khudiyev      | 100m vlinderslag (m) | 41e       | serie 3: 2de in 55,03                                                          |
| Yevgeniy Ryzhkov     | 200m wisselslag (m)  | DSQ       | serie 1: gediskwalificeerd                                                     |
|                      |                      |           |                                                                                |
| Yelena Skalinskaya   | 50m vrije slag (v)   | 39e       | serie 6: 5de in 27,04                                                          |
| Yelena Skalinskaya   | 100m vrije slag (v)  | 41e       | serie 2: 2de in 58,56                                                          |
| Yuliya Rissik        | 200m vrije slag (v)  | 41e       | serie 1: 3de in 2.09,93                                                        |
| Anastassiya Prilepa  | 100m rugslag (v)     | 38e       | serie 2: 6de in 1.07,55                                                        |
| Marina Mulyayeva     | 200m wisselslag (v)  | 28e       | serie 1: 5de in 2.24,25                                                        |

Afghanistan · Albanië · Algerije · Amerikaanse Maagdeneilanden · Amerikaans-Samoa · Andorra · Angola · Antigua en Barbuda · Argentinië · Armenië · Aruba · Australië · Azerbeidzjan · Bahama's · Bahrein · Bangladesh · Barbados · België · Belize · Benin · Bermuda · Bhutan · Bolivia · Bosnië en Herzegovina · Botswana · Brazilië · Britse Maagdeneilanden · Brunei · Bulgarije · Burkina Faso · Burundi · Cambodja · Canada · Centraal-Afrikaanse Republiek · Chili · China · Chinees Taipei · Colombia · Comoren · Congo-Brazzaville · Congo-Kinshasa · Cookeilanden · Costa Rica · Cuba · Cyprus · Denemarken · Djibouti · Dominica · Dominicaanse Republiek · Duitsland · Ecuador · Egypte · El Salvador · Equatoriaal-Guinea · Eritrea · Estland · Ethiopië · Fiji · Filipijnen · Finland · Frankrijk · Gabon · Gambia · Georgië · Ghana · Grenada · Griekenland · Groot-Brittannië · Guam · Guatemala · Guinee · Guinee‑Bissau · Guyana · Haïti · Honduras · Hongarije · Hongkong · Ierland · IJsland · India · Indonesië · Irak · Iran · Israël · Italië · Ivoorkust · Jamaica · Japan · Jemen · Jordanië · Kaaimaneilanden · Kaapverdië · Kameroen · Kazachstan · Kenia · Kirgizië · Kiribati · Koeweit · Kroatië · Laos · Lesotho · Letland · Libanon · Liberia · Libië · Liechtenstein · Litouwen · Luxemburg · Macedonië · Madagaskar · Malawi · Malediven · Maleisië · Mali · Malta · Marokko · Mauritanië · Mauritius · Mexico · Micronesië · Moldavië · Monaco · Mongolië · Mozambique · Myanmar · Namibië · Nauru · Nederland · Nederlandse Antillen · Nepal · Nicaragua · Nieuw-Zeeland · Niger · Nigeria · Noord-Korea · Noorwegen · Oeganda · Oekraïne · Oezbekistan · Oman · Oostenrijk · Oost‑Timor · Pakistan · Palau · Palestina · Panama · Papoea-Nieuw-Guinea · Paraguay · Peru · Polen · Portugal · Puerto Rico · Qatar · Roemenië · Rusland · Rwanda · Saint Kitts en Nevis · Saint Lucia · Saint Vincent en Grenadines · Salomonseilanden · Samoa · San Marino · Sao Tomé en Principe · Saoedi-Arabië · Senegal · Servië en Montenegro · Seychellen · Sierra Leone · Singapore · Slovenië · Slowakije · Soedan · Somalië · Spanje · Sri Lanka · Suriname · Swaziland · Syrië · Tadzjikistan · Tanzania · Thailand · Togo · Tonga · Trinidad en Tobago · Tsjaad · Tsjechië · Tunesië · Turkije · Turkmenistan · Uruguay · Vanuatu · Venezuela · Verenigde Arabische Emiraten · Verenigde Staten · Vietnam · Wit-Rusland · Zambia · Zimbabwe · Zuid-Afrika · Zuid-Korea · Zweden · Zwitserland